# Bandulu
Bandulu ist eine im Jahr 1991 gegründete britische Band im Bereich der elektronischen Musik aus London, bestehend aus den Mitgliedern Jamie Bissmire, John O’Connell und Lucien Thompson. Der Stil der Band ist besonders von Techno sowie Dub und Reggae geprägt und kann teilweise dem Dub-Techno zugeordnet werden.
Des Weiteren produzierte die Band unter den Namen Thunderground, New Adult, Sons of the Subway, and Space DJz und gestaltete insgesamt drei Sendungen für John Peels Radiosendung auf BBC Radio 1.
Die Bezeichnung Bandulu bedeutet auf jamaikanisch umgangssprachlich etwa „böser Bube“ oder „schlimmer Finger“.

## Alben
| Album          | Format   | Label                  | Year |
| -------------- | -------- | ---------------------- | ---- |
| Guidance       | 2xLP, CD | Infonet                | 1993 |
| Antimatters    | 2xLP, CD | Infonet                | 1994 |
| Black Mass     | 2x12"    | Foundation Sound Works | 1996 |
| Cornerstone    | 2xLP, CD | Blanco y Negro         | 1996 |
| Repercussions  | 2x12"    | Foundation Sound Works | 1996 |
| Bisness        | 2x12"    | Foundation Sound Works | 1997 |
| New Foundation | CD       | Foundation Sound Works | 1997 |
| Redemption     | 2xLP, CD | Music Man              | 2002 |

Auf CD- und Vinyl-Version des Albums Redemption sind überwiegend verschiedene Titel enthalten.